# Minardi PS04
O PS04B foi o modelo da Minardi das temporadas de 2004 e de três provas iniciais de 2005 da Fórmula 1. 
Condutores: Gianmaria Bruni, Zsolt Baumgartner, Patrick Friesacher e Christijan Albers.

## Resultados[1]
(legenda) 
| Ano  | Chassis | Motor              | Pneus | N° | Pilotos            | 1   | 2   | 3   | 4   | 5   | 6   | 7   | 8   | 9   | 10  | 11  | 12  | 13  | 14  | 15  | 16  | 17  | 18  | 19  | Pontos | Posição |
| ---- | ------- | ------------------ | ----- | -- | ------------------ | --- | --- | --- | --- | --- | --- | --- | --- | --- | --- | --- | --- | --- | --- | --- | --- | --- | --- | --- | ------ | ------- |
|      |         |                    |       |    |                    |     |     |     |     |     |     |     |     |     |     |     |     |     |     |     |     |     |     |     |        |         |
|      |         |                    |       |    |                    | AUS | MAL | BHR | SMR | ESP | MON | EUR | CAN | USA | FRA | GBR | GER | HUN | BEL | ITA | CHN | JPN | BRA |     |        |         |
| 2004 | PS04B   | Cosworth CR-3L V10 | B     | 20 | Gianmaria Bruni    | Ret | 14  | 17  | Ret | Ret | Ret | 14  | Ret | Ret | 18† | 16  | 17  | 14  | Ret | Ret | Ret | 16  | 17  |     | 1      | 10º     |
| 2004 | PS04B   | Cosworth CR-3L V10 | B     | 21 | Zsolt Baumgartner  | Ret | 16  | Ret | 15  | Ret | 9   | 15  | 10  | 8   | Ret | Ret | 16  | 15  | Ret | 15  | 16  | Ret | 16  |     | 1      | 10º     |
|      |         |                    |       |    |                    |     |     |     |     |     |     |     |     |     |     |     |     |     |     |     |     |     |     |     |        |         |
|      |         |                    |       |    |                    | AUS | MAL | BHR | SMR | ESP | MON | EUR | CAN | EUA | FRA | GBR | GER | HUN | TUR | ITA | BEL | BRA | JAP | CHN |        |         |
| 2005 | PS04B   | Cosworth CRL-3 V10 | B     | 20 | Patrick Friesacher | 17  | Ret | 12  |     |     |     |     |     |     |     |     |     |     |     |     |     |     |     |     | 01 (7) | 10º     |
| 2005 | PS04B   | Cosworth CRL-3 V10 | B     | 21 | Christijan Albers  | Ret | 13  | 13  |     |     |     |     |     |     |     |     |     |     |     |     |     |     |     |     | 01 (7) | 10º     |

↑1  Do GP de San Marino até o final da temporada, Albers conduziu o PS05, Friesacher até o Grã-Bretanha e Doornbos a partir da Alemanha na vaga de Friesacher. 
Com esse chassi marcaram 7 pontos totais e o 10º lugar nos construtores.